# Werner Enders
Werner Enders (ur. 11 marca 1924 w Beiersdorfie, zm. 1 grudnia 2005 w Berlinie) – niemiecki śpiewak operowy, tenor.
Kształcił się w szkole muzycznej w Radebeul; uzyskał nie tylko wykształcenie jako śpiewak, ale także w grze na skrzypcach (w Zwickau i Berlinie). Od 1941 był drugim skrzypkiem opery w Dreźnie; kontuzja lewej ręki, odniesiona w czasie II wojny światowej, uniemożliwiła mu kontynuację pracy skrzypka. Przez krótki czas grał na perkusji, był również w Zwickau chórzystą. W latach 1949–1953 występował jako tenor w Altenburgu, następnie w Halle.
W 1955 został członkiem zespołu Komische Oper Berlin. W ciągu wieloletniej pracy w operze berlińskiej wystąpił w 61 przedstawieniach reżyserowanych przez Waltera Felsensteina, m.in. w Barbe Bleue Jacques’a Offenbacha (jako Bobèche) i Przygodach Liszki Chytruski Leoša Janáčka.
W 1993 otrzymał tytuł honorowego członka Komische Oper Berlin. Był również laureatem Narodowej Nagrody Sztuki i Literatury NRD (1962).